# Formerie (Formerie)
Formerie ist eine Ortschaft und eine ehemalige französische Gemeinde mit 2.006 Einwohnern (Stand: 1. Januar 2022) im Département Oise in der Region Hauts-de-France. Sie gehörte zum Arrondissement  Beauvais und zum Kanton Grandvilliers.
Mit Wirkung vom 1. Januar 2019 wurden die früheren Gemeinden Formerie und Boutavent zur namensgleichen Commune nouvelle Formerie zusammengeschlossen und haben in der neuen Gemeinde den Status einer Commune déléguée. Der Verwaltungssitz ist im Ort Formerie.

## Lage
Formerie liegt rund 35 Kilometer nordwestlich von Beauvais an der Bahnlinie von Amiens nach Rouen, die im Ort einen Bahnhof hat.

## Bevölkerungsentwicklung
| Jahr      | 1962  | 1968  | 1975  | 1982  | 1990  | 1999  | 2007  | 2016  |
| Einwohner | 1.712 | 1.954 | 2.075 | 2.175 | 2.179 | 2.170 | 2.106 | 2.145 |